# هواوي U8230
هواوي U8230 (بالإنجليزية: Huawei U8230)‏ هو هاتف ذكي من هواوي يعمل بنظام أندرويد، تم طرحه في الأسواق في مارس 2010.

## الخصائص
- نظام التشغيل: أندرويد
- الكاميرا الخلفية: 3.2 ميجابكسل
- الوزن: 0.130 كـغ (0.29 رطل)